# Hu Riga
Hu Riga (chiń. 呼日嘎) – chiński zapaśnik w stylu klasycznym. Szósty na mistrzostwach świata w 1993 roku. Złoty medal na igrzyskach azjatyckich w 1990 i brązowy w 1994. Mistrz Azji w 1993, srebrny medalista z 1991 i 1995 roku.